# Karl Endres
Karl Endres (Erlabrunn, 15 giugno 1911 – Würzburg, 29 dicembre 1993) è stato un cestista tedesco.

## Carriera
Con la Germania ha disputato una partita alle Olimpiadi del 1936.